# Warren Munson
Warren Edwin Munson III (ur. 30 listopada 1933 w Schenectady w Nowym Jorku) – amerykański aktor filmowy i telewizyjny, najbardziej znany z roli Admirała Owena Parisa w serialu Star Trek: Voyager. Wystąpił też w roli Admirała Marcusa Holta w jednym z odcinków serialu Star Trek: Następne pokolenie.

## Kariera
Kariera aktorska Munsona rozpoczęła się w 1966, gdy gościnnie wystąpił w jednym z odcinków serialu The Farmer's Daughter. Munson grał doktora Richarda Londona w operze mydlanej Port Charles, a także wystąpił gościnnie w roli lekarza w siedmiu serialach. Jedną z tych ról była rola doktora Thompsona w serialu Ojciec Murphy.
Do ról filmowych Munsona należy między innymi rola w filmie Do diabła z miłością. Wystąpił też w takich filmach jak Piękna, Intrepid i California Myth. W 1989 Munson wystąpił w roli Admirała Robertsona w horrorze Piątek, trzynastego VIII: Jason zdobywa Manhattan.
Oprócz tego Munson miał udział w filmie telewizyjnym Childhood Sweetheart?. Poza tym użyczył głosu w filmie Heavy Metal.
W 2005, po gościnnym występie w jednym z odcinków serialu Las Vegas, Munson zerwał z zawodem aktora.